# Red Feather Lakes
Red Feather Lakes è un centro abitato (census-designated place) degli Stati Uniti d'America, situato nella contea di Larimer dello stato del Colorado. Nel censimento del 2000 la popolazione era di 525 abitanti.

## Geografia fisica
Secondo i rilevamenti dell'United States Census Bureau, Red Feather Lakes si estende su una superficie di 96,4 km².